# 1938 en football
Cet article présente les faits marquants de l'année 1938 en football, dont l'événement majeur est la Coupe du monde organisée en France.

## Chronologie
- 30 janvier : au Parc des Princes à Paris, l'équipe de France s'impose 5-3 face à l'équipe de Belgique.
- 24 mars : au Parc des Princes à Paris, l'équipe de France s'impose 6-1 face à l'équipe de Bulgarie.
- 30 avril :
  - Preston North End FC remporte la Coupe d’Angleterre en s'imposant en finale face à Huddersfield Town FC, 1-0 ;
  - première retransmission de la finale de la FA Cup anglaise en intégralité et en direct sur la BBC. On estime à 10 000 le nombre des téléspectateurs, pour 93 497 spectateurs à Wembley.
- East Fife remporte la Coupe d'Écosse face à Kilmarnock, 4-2.
- 8 mai : l'Olympique de Marseille remporte la Coupe de France face au FC Metz, 2-1.
- 26 mai : au Stade olympique Yves-du-Manoir à Colombes, l'équipe de France s'incline 2-4 face à l'équipe d'Angleterre.
- L'Italie remporte la Coupe du monde de football.
  - Article de fond : Coupe du monde de football 1938.

## Champions nationaux
- Sochaux est champion de France.
- Arsenal est champion d'Angleterre.
- Le Celtic Football Club est champion d'Écosse.
- L'Inter Milan est champion d'Italie.
- Hannover 96 est champion d'Allemagne.

## Naissances
Plus d'informations : Liste d'acteurs du football nés en 1938.
- 2 juillet : Marcel Artelesa, footballeur français († 23 septembre 2016).
- 24 mai : Jean-Claude Suaudeau, entraîneur français.
- 28 juillet : Luis Aragonés, footballeur puis entraîneur espagnol († 1er février 2014)
- 9 août : Otto Rehhagel, entraîneur allemand.
- 27 août : José Altafini, footballeur brésilien puis italien.
- 18 octobre : Guy Roux, entraîneur français.
- 2 décembre : Luis Artime, footballeur argentin.

## Décès
- 16 avril : Steve Bloomer, footballeur anglais.

## Liens
- RSSSF : Tous les résultats du monde